# Carcelia rasa
Carcelia rasa là một loài ruồi trong họ Tachinidae.